# M79 (天体)
座標:  05h 24m 10.59s, −24° 31′ 27.3″
M79（NGC 1904）はうさぎ座にある球状星団である。

## 概要
球状星団は通常銀河面に沿って見られるものが多いが、M79は銀河面から離れた場所にある。2003年にM79はそもそも天の川銀河にあったものではなく、他の銀河起源であることが明らかになった。天の川銀河に接近しつつあるおおいぬ座矮小銀河に属する球状星団が銀河系に捕獲されたものと考えられている。おおいぬ座矮小銀河から捕獲された球状星団はM79の他にNGC 1851、NGC 2298、NGC 2808の3つが発見されている。
双眼鏡では小さな星雲状に見える。口径5cmの望遠鏡ではややいびつなことが分かる。周辺の微星は口径10cmの望遠鏡から見え始める。口径20cmでは周囲の微星が分離でき、口径30cmでは中心部を除いたほとんどの星が分離でき見事な眺めになる。口径40cmでは完全に星に分離できる。中心の明るい部分が、三方向へとがっているように見える。また、西側をぐるりと取り巻いて南側へのびる星列が大変印象的で、写真でもはっきりと確認できる。

## 観測史
1780年10月26日にピエール・メシャンによって発見された。12月17日にシャルル・メシエがメシエカタログに登録した。メシエは「星のない星雲。うさぎ座の下にある6等星に平行する。1780年10月26日にメシャンが発見。これはきれいなもので、中心が輝き星雲状、ややぼんやりしている」と記した。ウィリアム・ハーシェルは「20フィートの望遠鏡できれいに見える。直径3'。球状星団。星数の富む」と記している。ウィリアム・ヘンリー・スミスは「輝く星状の星雲。きれいな対象。中心部ほど良く光る」とした。